# Scytodes thoracica
Espèce
Synonymes
- Aranea thoracica Latreille, 1802
- Scytodes tigrina C. L. Koch, 1838
- Scytodes cameratus Hentz, 1850

Scytodes thoracica, l'araignée cracheuse, est une espèce d'araignées aranéomorphes de la famille des Scytodidae.

## Distribution
Cette espèce se rencontre en zone paléarctique. Elle a été introduite en Amérique du Nord, en Argentine, en Nouvelle-Zélande, en Australie et en Inde.

## Habitat
On la trouve dans les maisons, souvent d'ailleurs dans les salles de bain, en France, mais aussi en Belgique en Suisse et aux Pays-Bas. Dans le sud de l'Europe, y compris dans le sud de la France, elle vit aussi dehors où on la trouve fréquemment sous les pierres et les écorces.

## Description

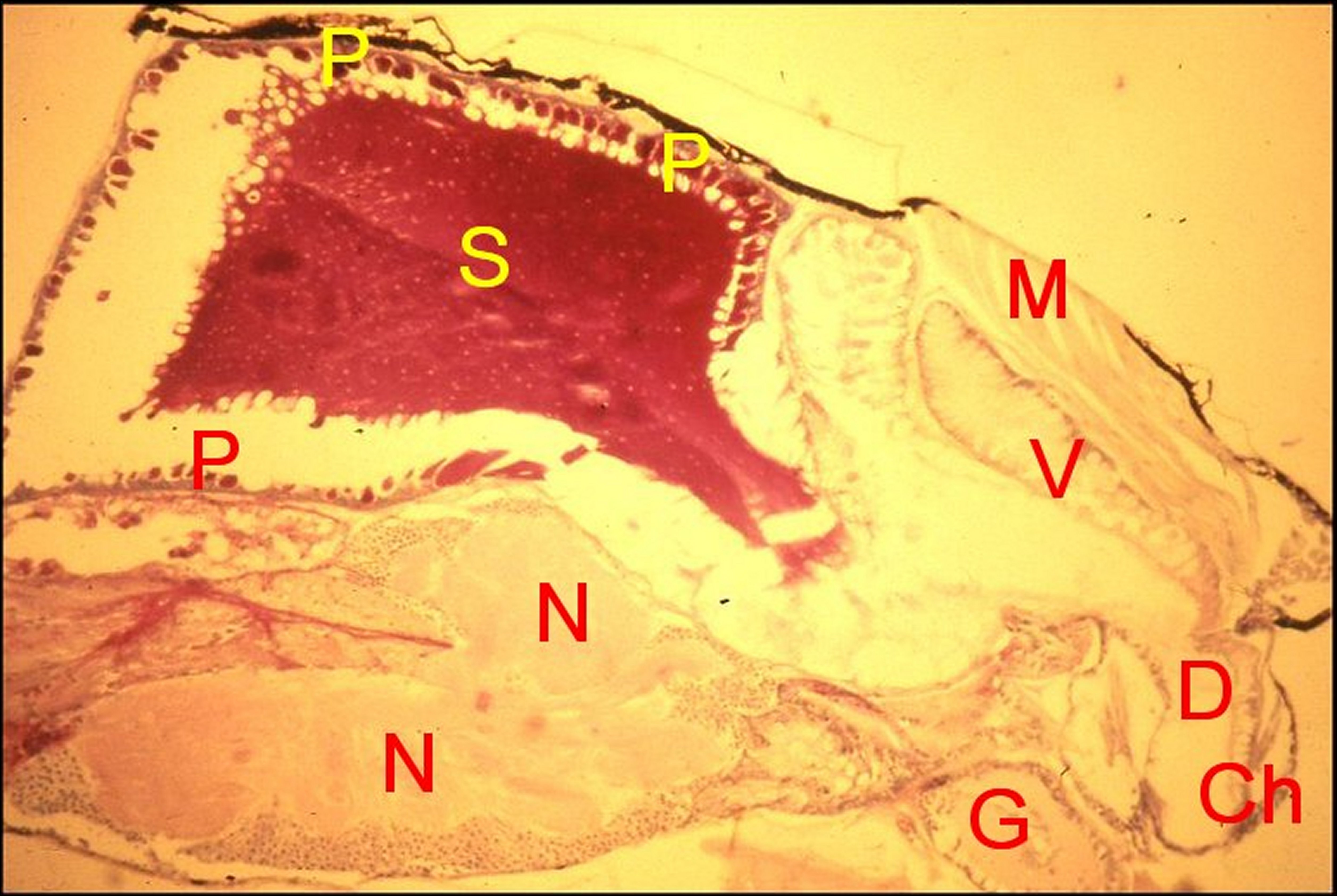
Scytodes thoracica, glande venimeuse, coupe histologique avec coloration particulière

Les mâles mesurent de 3,5 à 4 mm et les femelles de 4,5 à 5 mm.

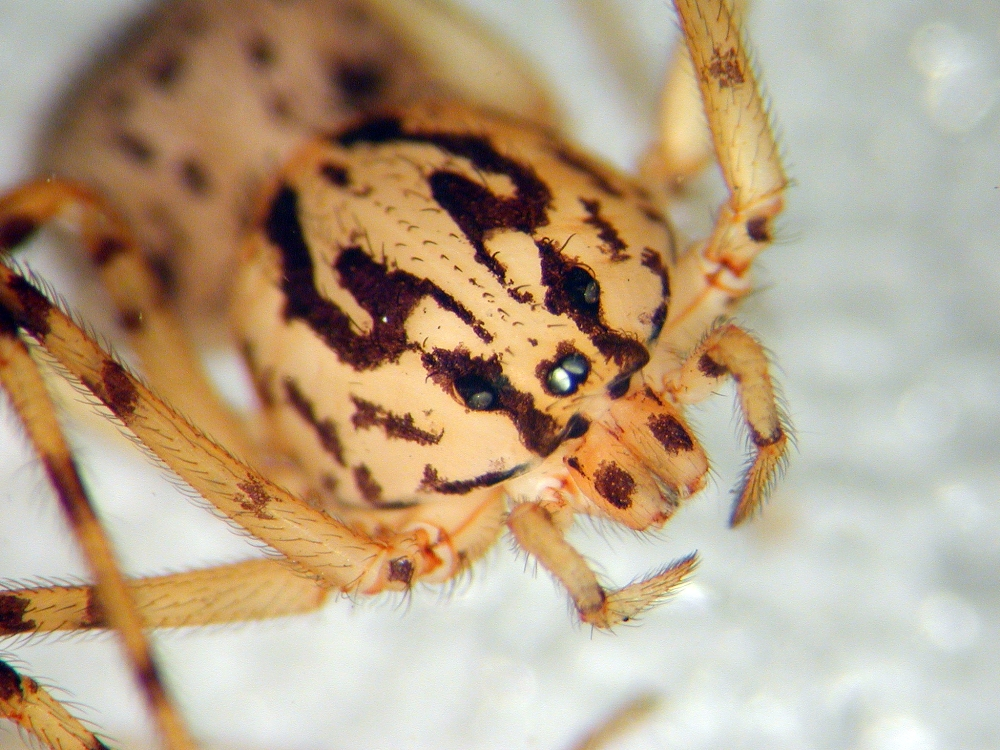
Gros plan de la tête de Scytodes thoracica

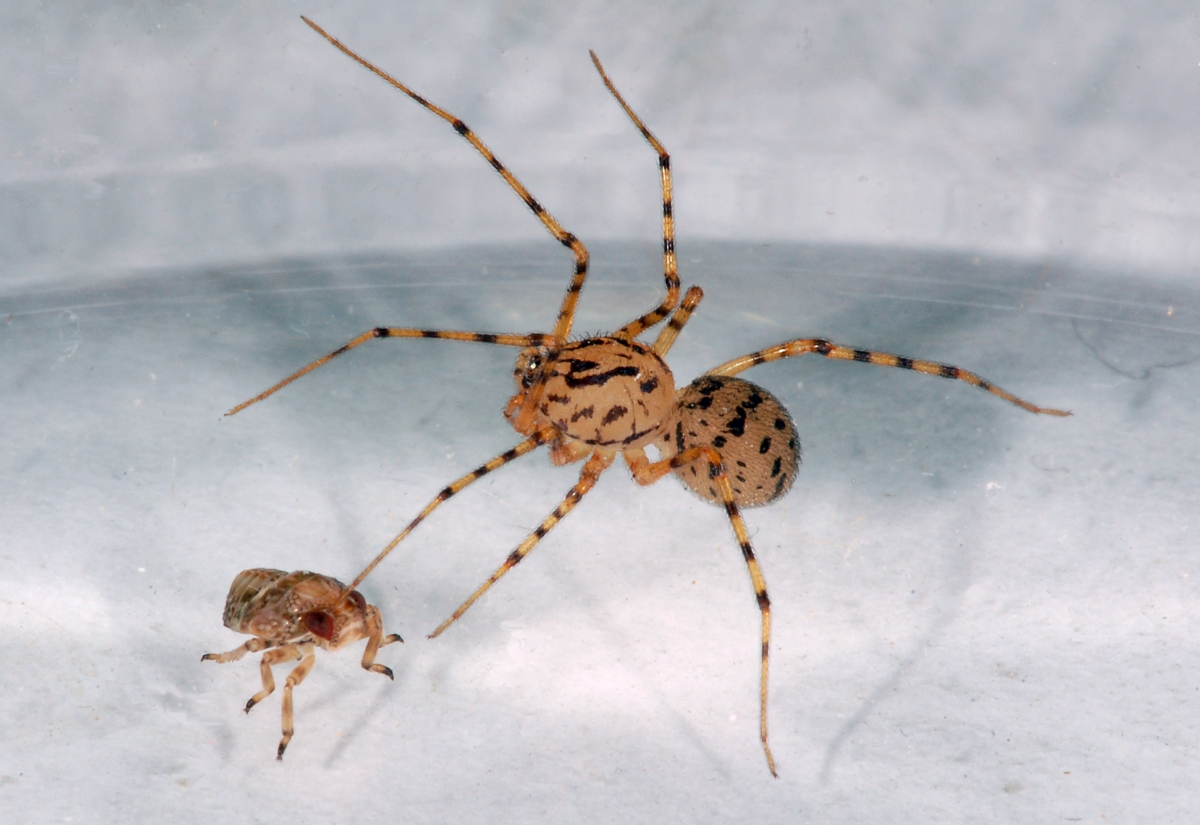
Scytodes thoracica

Elle a la particularité de capturer ses proies en projetant sur elles une substance collante composée de soie contenant un peu de venin. Sa démarche hésitante, son corps rond, sa couleur claire et ses taches la rendent tout à fait reconnaissable.

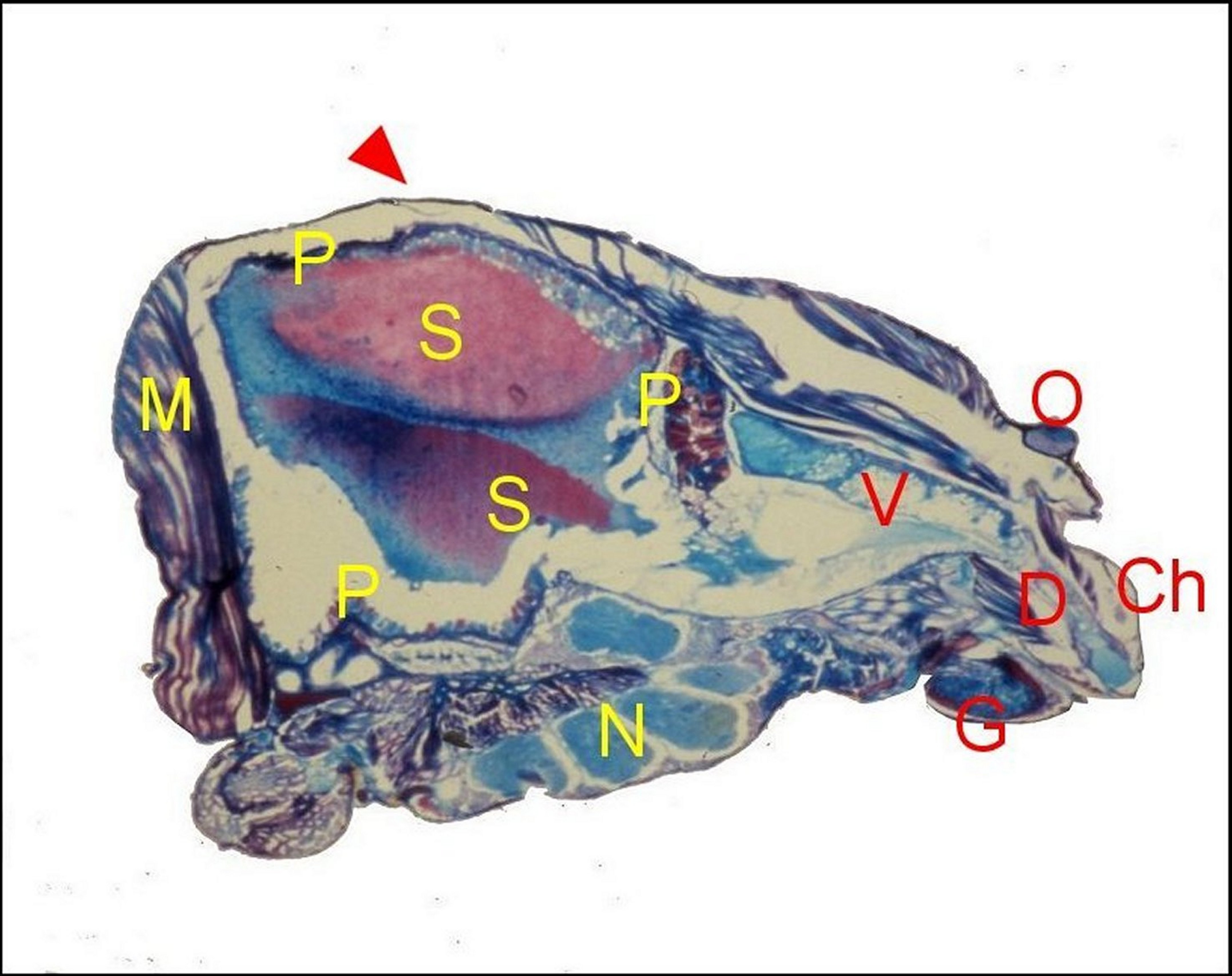
Scytodes thoracica, glande venimeuse, coupe histologique

## Publication originale
- Latreille, 1802 : Histoire naturelle, générale et particulière des Crustacés et des Insectes. Paris, vol. 7, p. 48-59.